# Садовой Сергій Миколайович
Садовой Сергій Миколайович (нар. 1 жовтня 1963, село Жовтневе Менського району Чернігівської області) — український юрист, кандидат юридичних наук, Заслужений юрист України, Голова Голосіївської районної у місті Києві державної адміністрації (2020 - 2025).

## Життєпис
Народився 1 жовтня 1963 року у селі Жовтневе Менського району Чернігівської області.

### Освіта
У 1982 році закінчив професійно-технічне училище № 5 міста Чернігова.
У 1992 році закінчив Київський національний університет імені Тараса Шевченка за спеціальністю «Правознавство», отримавши кваліфікацією «юриста».
У 1999 році закінчив Національну академію державного управління при Президентові України за кваліфікацією «Державне управління».
У 2001 році закінчив Академію праці, соціальних відносин і туризму за спеціальністю «Фінанси», отримавши кваліфікацію «економіст».

### Кар'єра
З 1992 року працює у Московській районній державній адміністрації міста Києва юрисконсультом-спеціалістом І категорії юридично-правового відділу, завідувачем даного відділу.  Надалі працює завідувачем відділу  виконкому Московської районної ради народних депутатів м.Києва.
З 1996 року завідуючий юридичним відділом, заступник голови Московської районної державної адміністрації міста Києва. З липня по листопад 2006 року голова даної адміністрації. Одночасно у цей же період обраний головою Голосіївської районної у місті Києві ради.
З грудня 2010 року до січня 2013 року  начальник Головного управління контролю за благоустроєм КМДА. З січня 2013 року до вересня 2014 року працює директором  Департаменту міського благоустрою та збереження природного середовища міської державної адміністрації. З серпня 2014 до квітня 2016 року радник голови відділу аналітичного забезпечення діяльності голови КМДА. З квітня 2016 по листопад 2019 року  головний спеціаліст відділу аналітичної роботи аналітичного управління Київського міського голови.
З листопада 2019 по травень 2020 року  заступник голови Голосіївської районної в місті Києві державної адміністрації, виконувач обов’язки голови даної адміністрації.
18 травня 2020 року Розпорядженням Президента України призначений Головою Голосіївської районної у місті Києві державної адміністрації.

## Нагороди
- Заслужений юрист України (23.6.2009 р.) [3].

## Громадська діяльність
З 7 серпня є членом наглядової ради Національного університету біоресурсів і природокористування України.